# ایندرک توری
ایندرک توری (استونیایی: Indrek Turi؛ زادهٔ ۳۰ ژوئیهٔ ۱۹۸۱) ورزشکار دهگانه اهل استونی است.